# Opowiadaj mi tak
Opowiadaj mi tak – piosenka Zbigniewa Wodeckiego, z jego muzyką, do słów Leszka Długosza.
Jej wykonanie można było usłyszeć m.in. na XVII Krajowym Festiwalu Piosenki Polskiej w Opolu 27 czerwca 1979 r. w koncercie "Plebiscyt Studia Gama" oraz w tzw. megamixie przebojów Wodeckiego podczas 48. edycji Festiwalu, tj. 11 czerwca 2011.
Duża popularność piosenki powróciła w 2015 r. wraz z wydaniem jej na singlu promującym album 1976: A Space Odyssey (in surround sound or stereo), na którym Wodeckiego wsparli artyści z Mitch & Mitch Orchestra and Choir. Utwór rozpoczyna ową płytę.

## Notowania

### Wersja Zbigniew Wodecki with Mitch & Mitch Orchestra and Choir (2015)
| Kraj   | Lista (2015/2016)             | Najwyższa pozycja |
| ------ | ----------------------------- | ----------------- |
| Polska | Lista Przebojów Trójki        | 3                 |
| Polska | Lista Przebojów Radia Merkury | 1                 |